# Apocryptes bato
Apocryptes bato  es una especie de peces de la familia de los Gobiidae en el orden de los Perciformes.

## Morfología
Los machos pueden llegar a alcanzar los 26 cm de longitud total.

## Hábitat
Es un pez de clima tropical (23 °C-28 °C) y demersal.

## Distribución geográfica
Se encuentra en la India, Bangladés.

## Observaciones
Es inofensivo para los humanos. 